# حبيل الطحلة

تعديل مصدري - تعديل

حبيل الطحله هي إحدى قرى عزلة القارة بمديرية رصد التابعة لمحافظة أبين، بلغ تعداد سكانها 106 نسمة حسب تعداد اليمن لعام 2004.